# 9С737
Ранжир (індекс ГРАУ 9С737) — радянсько-білорусько-російський мобільний командний пункт для кількох типів зенітної зброї, серед яких: зенітні ракетні комплекси «Тор», «Стріла-10» і «Оса»; зенітний ракетно-гарматний комплекс «Тунгуска» та переносний зенітно-ракетний комплекс «Ігла», створений на шасі МТ-ЛБу.
Використовується для змішаного керування засобами протиповітряної оборони.

## Історія створення
Модель 9С737 створив Мінський науково-дослідний інститут технологій автоматизації в Білорусі (нині — «АГАТ–Системы управления»). Головний конструктор 9С737 — О. В. Шершнев.
Випробування проходили з серпня 1987 по червень 1988 року на полігоні Ембі в Казахстані. 1989 року техніку було прийнято на озброєння.
Серійне виробництво було розпочато на мінському НВО «Агат», але потім переведено на «Радиозавод» (Пенза).

## Опис
9С737 забезпечує інформаційну та технічну взаємодію з джерелами даних вищого командного пункту та радіолокації, а також керування системами ППО малої дальності та артилерійськими ракетними комплексами. За даними виробника, 9С737 може одночасно супроводжувати до 255 цілей і керувати 6 зенітними системами. Обмін даними з ракетними комплексами займає від 1 до 5 секунд, а зв'язок з командним центром верхнього рівня і радарами займає 5-10 секунд.
Має кілька режимів роботи. Автономний режим дозволяє перерозподіляти цілі між бойовими засобами і видає вказівки та встановлює поточні задачі. Централізований режим працює у зв'язці з контрольними пунктами командира ППО та командними постами полку з автоматизованою системою управління військами на борту. Існує також можливість взаємодії з напівавтоматичною електронною таблеткою повітряної ситуації.

## Модифікації
- 9С737М Ранжир-М на гусеничній машині;
- 9С737МК Ранжир-М1 на колісному шасі 6х6.

### 9С737МК Ранжир-М1
Глибока переробка УБКП Ранжиру (1989), створена білоруським НВО «Агат». Модифікація Ранжир-M1 (9С737М) також може керувати зенітним ракетно-гарматним комплексом «Панцирь-С1». Ранжир-М може керувати ЗРК «Тор», ЗРПК «Тунгуска», ЗРК «Стріла-10» і ПЗРК «Ігла». Випускається АТ «Радіозавод»[ru] (був Пензенський радіозавод МРП СРСР) на шасі «Тора» і «Тунгуски».

## Бойове застосування
31 березня 2015 р. стало відомо про перебування гусеничної модифікації 9С737 «Ранжир» окупаційними російськими військами в Луганську.